# George Forster

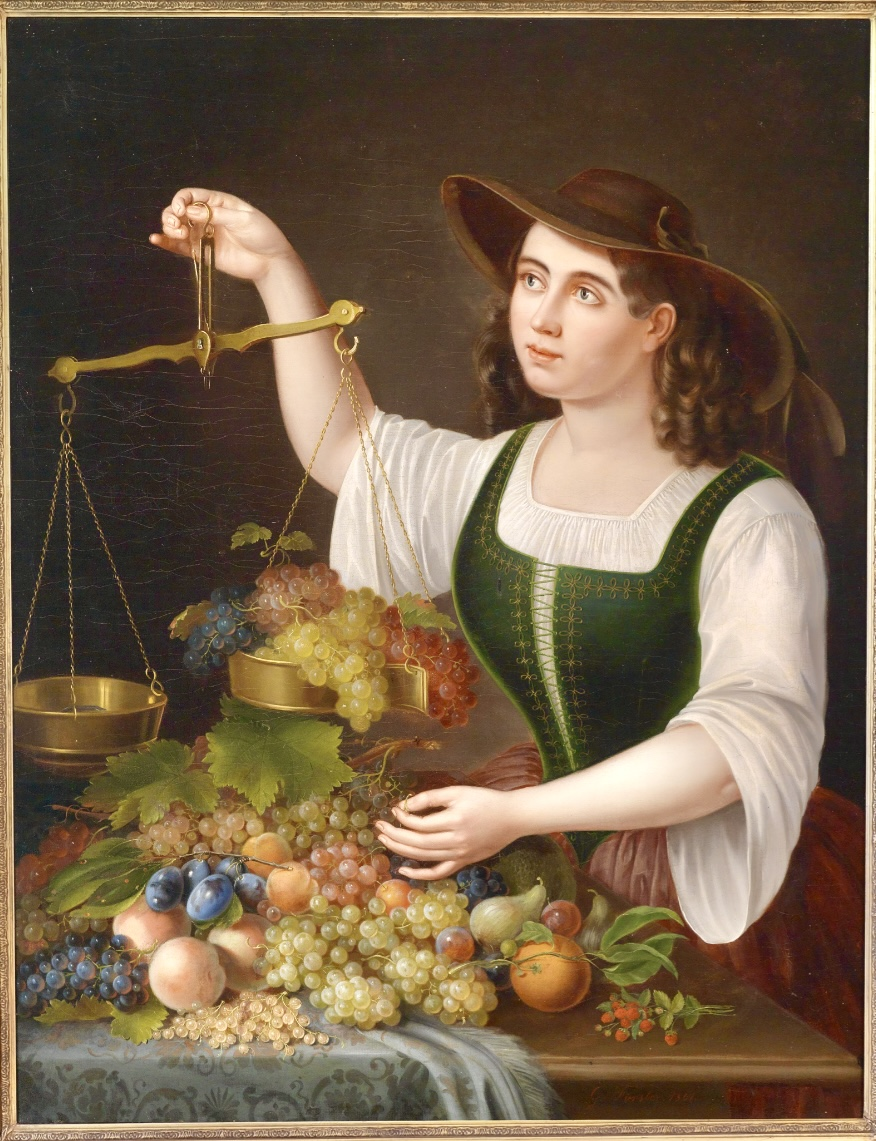
George Forster, Marktfrau mit Früchten (Mischform von Stillleben und Genredarstellung)

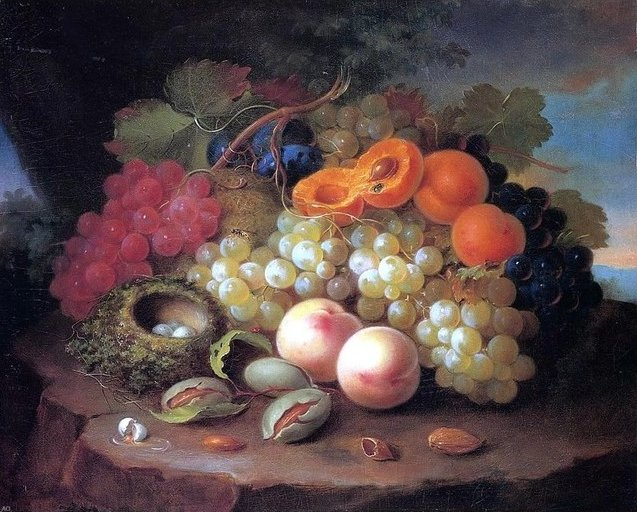
George Forster, Stillleben mit Früchten und Vogelnest

George Forster (* 3. März 1817 in Sausenheim, heute ein Ortsteil von Grünstadt; †  29. Januar 1896 in Brooklyn, New York) war ein deutsch-amerikanischer Maler.

## Leben und Wirken
Georg Forster war der Sohn des Gutsbesitzers bzw. Geometers Georg Otto Forster (1791–1851) sowie seiner Frau Katharina geb. Walz. Sowohl der Vater Georg Otto Forster malte, ebenso wie der Großvater Johann Georg Forster (* 1763 in Sausenheim), der Anna Maria Philippina Schlesinger geheiratet hatte, die Schwester der beiden Kunstmaler Johann Adam (1759–1829) und Johann Schlesinger (1768–1840).
Auch Georg Forster betätigte sich als Maler. Besonders wandte er sich dem Metier der Stillleben zu. Früchte und Blumen zählten dabei zu seinen gängigsten Motiven, oftmals kombiniert mit sehr detailliert dargestellten Insekten. Auf vielen Stillleben findet sich zudem ein Vogelnest mit Eiern, seine Art „Familiensignatur“, welche schon die Großonkel Schlesinger in ihren Gemälden verwendeten.
Georg Forster besuchte ab 1835 die Kunstakademie München und ehelichte 1843 in Oppenheim Christiana Leip (1827–1895). Im Stadtarchiv Mannheim wird eine Erklärung des badischen Hofmalers Jakob Götzenberger verwahrt, in welcher er sich 1844, anlässlich eines Erholungsaufenthaltes Forsters in Mannheim, für diesen verbürgt, da er ihn „von lange her kenne und von seinem guten Rufe vollkommen überzeugt“ sei. Laut Meldung in der „Pfälzer Zeitung“ wohnte der Maler ab 1855 in Oppenheim.
In Oppenheim schuf Forster 1862 als Gabe für das 1. Deutsche Bundesschießen in Frankfurt ein besonderes Stillleben, das in der zeitgenössischen Presse folgendermaßen beschrieben wurde: „Im Vordergrunde des Bildes zeigt sich auf einem Marmortische ein Crystallbecher mit edlem topasfarbenem Oppenheimer Rebensafte, eine eingeschliffene Inschrift, die Widmung tragend. Links ein umgestürzter Korb mit rothen, blauen und weißen Trauben, Feigen, Pfirsichen und anderen Früchten; rechts Johannisbeeren, Pflaumen usw. Im Hintergrunde des Bildes erheben sich, umweht von der deutschen Tricolore, die Trümmer der alten Landeskrone... und am Fuße des Berges, den sie krönt, verfolgt Vater Rhein, der alte Hollandgänger, ruhig durch grünes Gelände seinen oft sich krümmenden Pfad“.
1865 emigrierte das Ehepaar, mit inzwischen 10 Kindern, an Bord des Schiffes Erin, über Liverpool, nach New York, USA. Die Familie (insgesamt 13 Kinder) lebte hier zunächst in Manhattan, ab 1873 in Brooklyn. In Amerika anglisierte der Künstler seinen Namen in George Forster. Öfter erscheint er auch als George E. Forster oder als George Foster. Er wurde zu einem der gefragtesten Stilllebenmaler der Vereinigten Staaten, malte jedoch auch Genreszenen. Die meisten großen Kunstmuseen des Landes haben Werke Forsters in ihren Sammlungen, das Nelson-Atkins Museum of Art publizierte zusätzlich auch eine Lebensbeschreibung über ihn. In USA werden bis heute viele Drucke und Reproduktionen seiner Stillleben im Handel angeboten. Er zählt zu den namhaftesten Künstlern des Landes.
Forster starb 1896 in Brooklyn.